# Allan Thompson
Allan Thompson és un personatge de ficció de la sèrie Les aventures de Tintín, creada per l'historietista belga Hergé. Es tracta d'un bandit que, a les ordres de Rastapopoulos, anirà apareixent de manera recurrent enfrontant-se amb Tintín, el protagonista de la saga.
Acostuma a presentar-se amb una camisa marró clar i una gorra de mariner de color blanc i visera negra. És comú veure'l fumant-se una cigarreta.

## Biografia

### Primeres aparicions
La primera aparició d'Allan Thompson es va produir a El cranc de les pinces d'or publicat serialitzat a Le Soir-Jeunesse entre 1940 i 1941. La seva primera aparició va tenir lloc el 5 de desembre de 1940, després de fallar en el seu primer intent de matar Tintín. Allan apareix com a contramestre del vaixell Karaboudjan, a les ordres del capità Haddock, a qui enganya permanentment i manté begut (Haddock és un gran aficionat a les begudes alcohòliques, sobretot al whisky) per poder prendre el control de la nau. D'aquesta manera, pot traficar amb carregaments d'opi per la costa marroquina. Tintín es troba investigant la desaparició d'un mariner d'aquest vaixell, quan els germans Dupont i Dupond li informen que tenen una ordre d'escorcoll per al Karaboudjan. Tots tres pugen al vaixell, però se separen el temps suficient perquè els homes a sou d'Allan estaborneixin en Tintín i el lliguin a la bodega. Tot i així, el periodista belga aconsegueix escapar, arribant fins a la cabina del capità Haddock, desemmascarant les intencions del contramestre i fugint del buc, que ja ha salpat, mitjançant un bot de fusta. Més endavant, quan Tintín i Haddock es troben al nord d'Àfrica, Haddock reconeix el Karaboudjan, que ha canviat de nom i fingit el mateix enfonsament, fet que acabarà provocant la detenció d'Allan i dels seus homes.
Retrospectivament apareix a Els cigars del faraó, on el trobem dedicat a operacions de contraban al Mar Roig. quan Hergé el va redibuixar el 1955, però no apareixia a la història original publicada a Le Petit Vingtième.

### Tràfic d'esclaus
Uns anys més tard, quan Tintín es troba immers en una altra aventura, aquest cop al món àrab, els camins del protagonista de la sèrie i d'Allan Thompson es tornen a creuar. En aquest cas, Allan Thompson és el capità d'un vaixell mercant anomenat Ramona que pertany al multimilionari conegut com a Marquès de Gorgonzola, que no és altre que el mateix Rastapopoulos. Tintín, Haddock i un pilot estonià anomenat Szut, que prèviament havien abatut els dos amics, són a un rai perduts al mig del mar quan són rescatats pel yacht del mateix Marquès de Gorgonzola, que hi organitza una festa de disfresses. Reconeguts per la seva amiga Bianca Castafiore, Tintín i Haddock són tractats amb cortesia per la tripulació del vaixell, però aviat són traslladats al Ramona, que silenciosament ha virat per interceptar-los. Tintín i Haddock són sorpresos per Allan en aquest vaixell i tancats amb clau en una cabina. La intenció d'Allan és eliminar-los definitivament, però un incendi originat al vaixell fa fugir ràpidament del vaixell el capità i la tripulació, temerosos de la gran quantitat de munició que hi tenen a les bodegues. Aprofitant aquesta deserció, Haddock i Tintín aconsegueixen alliberar-se i, juntament amb Szut, que no els volia deixar morir i ha estat abandonat també al Ramona, aconsegueixen apagar el foc i descobrir que a les bodegues hi ha molts africans que són conduïts, sota pretext d'ajudar-los en la seva peregrinació a la Meca, als ports àrabs per ser venuts com a esclaus. En aquest mateix volum, arran d'aquest fet, Allan Thompson torna a ser empresonat després de la intercepció d'ell i la seva tripulació per part de l'exèrcit.

### Desaparició
L'últim volum on apareix Allan és en el Vol 714 a Sidney. Tornem a trobar-lo a les ordres de Rastapopoulos, aquest cop en el segrest del milionari Laszlo Carreidas, l'home que no riu mai. Allan és l'encarregat de dur a Szut, Tintín, Haddock, Tornassol i Gino a un búnker de la Segona Guerra Mundial, on han d'estar empresonats fins que Carreidas hagi satisfet la voluntat de Rastapopoulos i siguin tots enfonsats al mar. Els protagonistes d'aquesta aventura aconseguiran fugir, i Allan haurà de perseguir-los per tota l'illa on els han retingut per intentar capturar-los de nou. Tots els seus intents seran en va. Un cop creient que els té arraconats en una gruta, Allan anirà a buscar els rebels sondonesis a qui han contractat sota falses promeses d'ajuda en la seva revolta contra el govern per tenir més homes i més armes, però aquests l'apallissen i fugen espantats pels grafits que representen aparells voladors i cosmonautes. Finalment, una granada llençada pel mateix Allan i la dinamita que situen al peu de la gruta afavorirà l'erupció del volcà que havia creat l'illa, obligant a Allan, Rastapopoulos i els seus companys a fugir amb un bot pneumàtic de la lava que baixa pel vessant del volcà.
Un cop a l'aigua, són abduïts per un OVNI que dipositarà, al seu lloc, a Tintín, Haddock, Szut, Tornassol, Carreidas i Gino. Mai no se'n sabé res.